# Oroplexia luteifrons
Oroplexia luteifrons är en fjärilsart som beskrevs av Walker 1857. Oroplexia luteifrons ingår i släktet Oroplexia och familjen nattflyn. Inga underarter finns listade i Catalogue of Life.